# Пардо, Хорхе
Хорхе Пардо (англ. Jorge Pardo; род. 1963, Гавана, Куба, живёт и работает в Лос-Анджелесе и Нью-Йорке, США) — современный американский художник кубинского происхождения.

## Образование
- BFA Art Center College of Design, Пасадена
- University of Illinois, Чикаго

## Творчество
На протяжении своей карьеры Пардо так неустанно раздвигал границы скульптуры, дизайна и архитектуры что вызывает шутливые сравнения с IKEA и Мартой Стюарт. Интерес Пардо к размыванию границ находит реализацию в использовании малых архитектурных форм, которые он превращает в привлекательные скульптуры, которые имеют практическое применение. Фирменным знаком Пардо являются светильники органических форм.

## Персональные выставки
- 2008 Jorge Pardo (недоступная ссылка), Galerie Gisela Capitain, Кёльн
- 2008 Jorge Pardo: House, Museum of Contemporary Art Cleveland, Кливленд
- 2008 Jorge Pardo (недоступная ссылка), Haunch of Venison, Лондон
- 2008 Jorge Pardo, Galería Elba Benítez, Мадрид
- 2007 Jorge Pardo: House, Museum of Contemporary Art — North Miami (MOCA), Майями
- 2007 Jorge Pardo, Friedrich Petzel Gallery, Нью-Йорк
- 2006 Jorge Pardo, Galerie Meyer Kainer, Вена
- 2006 Jorge Pardo, Friedrich Petzel Gallery, Нью-Йорк
- 2006 Jorge Pardo — Giò Marconi Gallery, Милан
- 2005 Jorge Pardo, Galerie Gisela Capitain, Кёльн
- 2005 Haunch of Venison (недоступная ссылка), Цюрих
- 2005 Las Vegas, Neugerriemschneider, Берлин
- 2004 Jorge Pardo (недоступная ссылка), 1301PE, Лос-Анджелес
- 2004 Jorge Pardo — Friedrich Petzel Gallery, Нью-Йорк
- 2003 Jorge Pardo. Prototype — Dia Art Foundation: Chelsea, Нью-Йорк
- 2003 Jorge Pardo — Giò Marconi Gallery, Милан
- 2003 Jorge Pardo, Galerie Gisela Capitain, Кёльн
- 2002 Jorge Pardo — PKM GALLERY — Seoul, Сеул
- 2002 Jorge Pardo (недоступная ссылка), 1301PE, Лос-Анджелес
- 2001 Jorge Pardo, Galerie Meyer Kainer, Вена
- 2001 Jorge Pardo, Galerie Gisela Capitain, Кёльн
- 2000 Jorge Pardo — Project — Dia Art Foundation: Chelsea, Нью-Йорк
- 2000 Jorge Pardo — Tea Time — 1301PE, Лос-Анджелес
- 2000 Kunsthalle Basel Jorge Pardo — Kunsthalle Basel, Базель
- 2000 Jorge Pardo — 1301PE, Лос-Анджелес
- 1999 Jorge Pardo — Städtisches Museum Abteiberg, Mönchengladbach
- 1998 Jorge Pardo — Patrick Painter Inc., Санта Моника
- 1998 Jorge Pardo, Galerie Gisela Capitain, Кёльн